# Auststupet
Das Auststupet (norwegisch für Ostkliff) ist ein 7 km langes und 1300 m hohes Kliff auf der Peter-I.-Insel in der Antarktis. Es ragt als Nordflanke des Austryggen und Ostflanke des Botnryggen im Osten der Insel auf.
Norwegische Wissenschaftler benannten es.